# Estación de San Julián
San Julián era un apeadero ferroviario situado en la pedanía de San Julián (distrito de Churriana) en el municipio español de Málaga, comunidad autónoma de Andalucía. En la actualidad se encuentra sin servicio de viajeros.

## Situación ferroviaria
Se encuentra situada en la línea férrea de ancho ibérico Málaga-Fuengirola, punto kilométrico 9,8.

## Historia
Junto a este apeadero se conserva el edificio original de la estación de la antigua línea de ferrocarril de vía estrecha de Málaga a Fuengirola operada por FSM y, posteriormente, por FEVE antes de ser convertida en línea de Cercanías, electrificada y reformada en ancho ibérico en la década de 1970. En esta estación se bifurcaba la línea procedente de Málaga hacia la línea de Coín y la de Fuengirola.

## Servicios ferroviarios

### Cercanías
Forma parte de la línea C-1 de Cercanías Málaga, con trenes hacia Málaga o Fuengirola cada 20 minutos.
Actualmente está en desuso, pasan los trenes pero no efectúan parada